# Аполіпопротеїн AII
Аполіпопротеїн AII (англ. Apolipoprotein A2) – білок, який кодується геном APOA2, розташованим у людей на короткому плечі 1-ї хромосоми.  Довжина поліпептидного ланцюга білка становить 100 амінокислот, а молекулярна маса — 11 175.
| 10         |  | 20         |  | 30         |  | 40         |  | 50         |
| ---------- |  | ---------- |  | ---------- |  | ---------- |  | ---------- |
| MKLLAATVLL |  | LTICSLEGAL |  | VRRQAKEPCV |  | ESLVSQYFQT |  | VTDYGKDLME |
| KVKSPELQAE |  | AKSYFEKSKE |  | QLTPLIKKAG |  | TELVNFLSYF |  | VELGTQPATQ |
|            |  |            |  |            |  |            |  |            |

A: Аланін

C: Цистеїн

D: Аспарагінова кислота

E: Глутамінова кислота

F: Фенілаланін

G: Гліцин

I: Ізолейцин

K: Лізин

L: Лейцин

M: Метіонін

N: Аспарагін

P: Пролін

Q: Глутамін

R: Аргінін

S: Серин

T: Треонін

V: Валін

Задіяний у таких біологічних процесах як взаємодія хазяїн-вірус, транспорт, транспорт ліпідів. 
Секретований назовні.